# المركب الرياضي لفاس
المركب الرياضي لمدينة فاس أو Complexe Sportif de Fès، هو ملعب متعدد الاستعمالات. انطلق الشروع في بناء المركب الرياضي لمدينة فاس أوائل عام 1992، وكان من المنتظر أن تنتهي الأشغال به في فبراير 1997، إذ كان مقررا أن يحتضن بطولة أفريقيا لكرة القدم للشباب إلى جانب الملعب الشرفي لمكناس، إلا أن عدم إتمام الأوراش به حال دون ذلك، بعدما عرفت فترة الإنجاز توقفات وتعثرات عدة نتيجة مشاكل تقنية انضافت إلى الغلاف المالي الأصلي في تمويل المشروع، وهو ما كان قاد مصالح الوزارة الوصية والمجموعة الحضرية لفاس عام 1999 لإيجاد دعم آخر من أجل إتمام المشروع، إذ ساهمت المجموعة الحضرية بثلاثة ملايير سنتيم عن طريق قرض من صندوق التجهيز الجماعي، كما ساهمت الوزارة المعنية بثمانية ملايير سنتيم، فيما كان المبلغ المرصود لانجاز هذه المعلمة الرياضية التي تبلغ طاقتها الاستيعابية 45 ألف متفرج يقدر بنحو 350 مليون درهم. 
يسع المركب ل 45000 مُتفرج، تم الانتهاء من أشغال البناء والتجهيز سنة 2003 كما ثم افتتاحه يوم 25 نونبر من سنة 2007 في لقاء نهائي كأس العرش بين الجيش الملكي والرشاد البرنوصي.
وقد خضع الملعب مؤخرا لأعمال تجديد شاملة في جميع مبانيه الخارجية لضمان استيفائه لمعايير ومتطلبات الكونفدرالية الإفريقية لكرة القدم (كاف)، مما يجعله في مستوى البنيات التحتية الرياضية الرائدة في العالم لاستضافة المنافسات العالمية.

## تصميم الملعب
يعتبر المركب الرياضي بفاس أحد أشهر ملاعب كرة القدم بالمغرب حيث تبلغ سعته 45000 متفرج، بالإضافة إلى توفره على التجهيزات والمرافق الضرورية المتواجدة بملاعب كرة القدم الكبرى.
لقد تم تصميم هذا المركب على الطريقة المغربية الأصيلة، ويتواجد في مدينة فاس تحديدا في الطريق المؤدية إلى مدينة صفرو مقاطعة سايس. 

## أول هدف في هذا الملعب
أول مباراة احتضنها المركب الرياضي بفاس كانت لحساب المباراة النهائية من كأس العرش، والتي جمعت بين فريق العاصمة الجيش الملكي ونظيره الرشاد البرنوصي وذلك في اليوم الخامس والعشرين من شهر نونبر سنة 2007، وقد كان أول من سجل في هذا الملعب هو مدافع نادي الجيش الملكي عتيق شهاب لكن هدفه هذا كان ضد مرماه.

## أهم المباريات

### مباريات دولية
- 12 يناير 2008:

منتخب المغرب × منتخب زامبيا
• كانت هذه هي أول مباراة للمنتخب المغربي في هذا الملعب.
• الحضور: 40000
- 17 ماي 2008:

منتخب المغرب × منتخب الجزائر
• كانت مباراة إقصائية في الكان 
• الحضور: 5000
- 17 نوفمبر 2008:

أصدقاء زين الدين زيدان × أصدقاء رونالدو
• كانت مباراة ودية لجمع تبرعات لمحاربة ظاهرة الفقر أما النتيجة فكانت 6-5 لصالح زملاء رونالدو.
• الحضور: 30000
- 14 نوفمبر 2009:

منتخب المغرب × منتخب الكاميرون
• مباراة دور إقصائي لحساب التأهل لكأس العالم 2010
• الحضور: 15000
- 4 ديسمبر 2011:

المغرب الفاسي × النادي الإفريقي التونسي
• كانت النتيحة 1-0 لصالح الفريق الفاسي الذي فاز بركلات الترجيح 6 مقابل 5.
• الحضور: 50000

### مباريات وطنية
- 25 نوفمبر 2007:

الجيش الملكي × الرشاد البرنوصي
• مباراة نهائي كأس العرش، حيث انتهت بنتيحة التعادل الإيجابي (1-1)، وفاز فريق العاصمة بركلات الترجيح (5-3)
• الحضور: 45000